# Im Rennstall ist das Zebra los
Im Rennstall ist das Zebra los (Originaltitel: Racing Stripes) ist eine US-amerikanisch-südafrikanische Abenteuerkomödie aus dem Jahr 2005. Regie führte Frederik Du Chau, das Drehbuch schrieb David Schmidt.

## Handlung
Ein Zebra-Baby wird von einem Wanderzirkus unbeabsichtigt zurückgelassen und von Nolan Walsh, dem Besitzer einer kleinen Farm in Kentucky, gefunden. Walsh nimmt das Tier zu sich auf die Farm. Dort wird es nicht nur von Walsh’s Tochter begrüßt, sondern auch von den Tieren, die auf der Farm leben und sich untereinander unterhalten können. Auf der Farm gibt es neben ein paar Hühnern und Schafen auch Franny, eine Ziege, Tucker, das Pony, der Hahn Reggie und Lightning, ein ewig müder Hofhund. Tucker ist der väterliche Freund, der immer einen guten Rat für das Zebra hat.
Channing, die 16-jährige Tochter von Walsh, tauft das Zebra auf den Namen Stripes und träumt von der Karriere eines Jockeys. Schließlich befindet sich gleich neben ihrer Farm eine Galopprennbahn und ihr Vater hat früher dort erfolgreich Rennpferde trainiert. So ist Stripes begeistert davon ein Rennpferd zu werden und liefert sich jeden Morgen ein Wettrennen mit dem Postboten. Auch mit den Rennpferden, die gleich nebenan auf der Weide grasen, unterhält er sich regelmäßig. Dabei wird er von dem arroganten Spitzenrennpferd, Trentons Pride, zu einem „Mondscheinrennen“ herausgefordert. Obwohl er lange mit dem Rennpferd mithalten kann, verliert er dann aber. Die attraktive Springpferdstute Sandy tröstet ihn jedoch und auch Tucker redet ihm zu, er solle einfach mehr und disziplinierter trainieren. Zunächst muss er aber, da Walsh’s Traktor streikt, beim Pflügen des Feldes helfen. Da das ein gutes Muskeltraining für ihn ist, tut er es bereitwillig, auch wenn nebenan die edlen Rennpferde darüber lästern.
Eines Tages landet der großmaulige Mooth, ein Pelikan, auf der Farm und erheitert die anderen Farmtiere mit seinen Aktionen und Missgeschicken. Doch er ist dem Zebra, das als richtiges Rennpferd ja auch einen Jockey braucht, behilflich und setzt Channings Moped außer Betrieb. So sattelt sie kurzerhand Stripes, was er bezweckt hatte. Ihr Vater ist jedoch strikt dagegen, dass sie reitet, denn ihre Mutter ist durch einen Reitunfall ums Leben gekommen. Channing überzeugt ihn jedoch und reitet auf Stripes zu ihrer Arbeit auf dem Rennbahngelände. Dort lernt das Zebra die zwei Fliegen Buzz und Scuzz kennen, die ständig nur herumblödeln, aber mit allen Tieren gut bekannt sind.
Channing gelingt es mit Stripes an einem Proberennen teilzunehmen und sichert sich damit die Aufmerksamkeit der Presse. Obwohl ihr Vater keinerlei Ambitionen hat wieder ins Renngeschäft einzusteigen, lässt er sich von Clara Dalrymple, der hochmütigen Chefin der Rennbahn, herausfordern. Und als auch noch seine Tiere auf der Farm ihm den letzten Anstoß geben, beginnt er seine Tochter zu trainieren. Doch Stripes gerät in eine Sinnkrise, als er unvermittelt erfahren muss, dass er ein Zebra ist und gar kein Rennpferd. So muss Tucker ihm tüchtig ins Gewissen reden und Franny schafft es dann Stripes zu überzeugen aktiv mit Channing zu trainieren.
Am Vorabend des großen Rennens zum „Kentucky Open“ trifft Stripes sich noch einmal mit Sandy. Unvermittelt erscheint Sir Trenton mit seinem Gefolge und kidnappt Sandy, damit das Zebra nicht in Versuchung kommt, am Rennen teilzunehmen. Zudem bekommt Stripes eine gehörige Abreibung, doch seine tierischen Freunde stehen ihm bei und schaffen es Sandy wieder zu befreien. Unbelastet kann Stripes nun das Rennen angehen, das er am Ende auch gewinnt. Dabei helfen ihm die beiden Fliegen Buzz und Scuzz, die ständig Tipps von Stripes’ tierischen Coach Tucker an ihn übermitteln.
Als Siegpreis hat Walsh von Clara Dalrymple die Stute Sandy erhalten, die fortan mit auf seiner Farm lebt.

## Rezeption
Carla Meyer schrieb in der San Francisco Chronicle vom 14. Januar 2005, die Filmprämisse sei „peinlich“ („disconcerting“), der Film biete jedoch amüsante Momente. Meyer lobte die Darstellungen, besonders jene von Greenwood, der die väterliche Wärme verkörpere und jene von Panettiere, die munter und frei wirke.
Dana Stevens schrieb in der New York Times vom 14. Januar 2005, der Film könne nicht zum Pantheon der ohne Einschränkungen anschaubaren Kinderfilme erhoben werden („unlikely to ascend to the pantheon of perennially watchable children’s films“). Was jedoch an Handfertigkeit fehle, würde mit dem Herz ausgeglichen. Die Animation erinnere an Ein Schweinchen namens Babe; einige animierten Gesichter würden unnatürlich wirken.
Die Zeitschrift Cinema kritisierte: „Die vermenschlichten Dialoge unter den Tieren erinnern an „Ein Schweinchen namens Babe“, an dessen Qualität allerdings nicht. Was überwiegend an den mitspielenden Menschen […] liegt. Sie verfügen nur über das Charisma von TV-Seriendarstellern, wodurch der Film nicht die emotionale Tiefe erreicht, die der Stoff durchaus in sich trägt.“ Das Fazit lautete folgerichtig: „Trotz guter Ansätze ein am Ende nur durchschnittlich geratener Pflichtfilm für Mädchen“.

„Und trotz aller schwierigen Stunts ist die Dressur der heiteren Tierbande so gelungen, dass man ihnen jeden Familienkrach lieber glaubt als ihren menschlichen Kollegen.“

Prisma urteilt ähnlich: Wie in "Ein Schweinchen namens Babe" „liefen die tierischen Darsteller ihren menschlichen Mitstreitern den Rang ab“ Trotz „aufwändiger Tierdressur und verblüffenden Spezialeffekten“ „bleibt das Drehbuch vorhersehbar, zu festgefahren die Inszenierung und zu blass die menschlichen Darsteller.“.
Der Film wurde im Jahr 2005 in der Kategorie der animierten Filme für den Teen Choice Award nominiert.

## Produktion
Der Film wurde in Hollywood und in Südafrika gedreht. Er spielte in den Kinos der USA rund 49,2 Millionen US-Dollar ein und in den britischen Kinos etwa 5,56 Millionen Pfund Sterling.

## Synchronisation
| Rolle                     | Original             | Deutsche Fassung    |
| ------------------------- | -------------------- | ------------------- |
| Nolan Walsh               | Bruce Greenwood      | Oliver Stritzel     |
| Channing Walsh            | Hayden Panettiere    | Malika Bayerwaltes  |
| Clara Dalrymple           | Wendie Malick        | Sibylle Nicolai     |
| Das Zebra Stripes         | Frankie Muniz        | Günther Jauch       |
| Die Stute Sandy           | Mandy Moore          | Jeanette Biedermann |
| Fliege Buzz               | Steve Harvey         | Christian Tramitz   |
| Fliege Scuzz              | David Spade          | Oliver Pocher       |
| Die Ziege Franny          | Whoopi Goldberg      | Iris Berben         |
| Das Pony Tucker           | Dustin Hoffman       | Mario Adorf         |
| Der Pelikan Goose         | Joe Pantoliano       | Moritz Bleibtreu    |
| Der Hahn Reggie           | Jeff Foxworthy       | Heiner Lauterbach   |
| Der Hund Lightning        | Snoop Dogg           | Ottfried Fischer    |
| Das Rennpferd Sir Trenton | Fred Dalton Thompson | Reinhard Glemnitz   |
| Trentons Pride            | Joshua Jackson       | Dietmar Wunder      |